# MOSFET di potenza

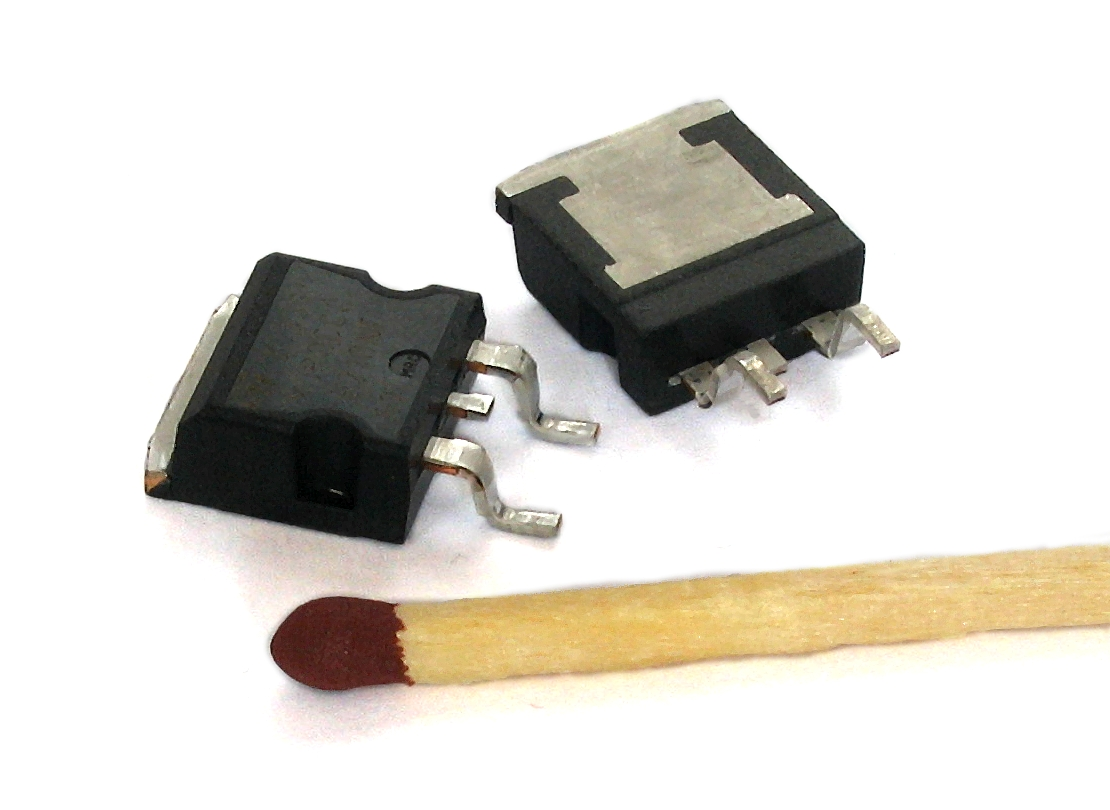
Due MOSFET di potenza con package D2PAK a montaggio superficiale. Ciascuno di tali componenti può sostenere una tensione di blocco pari a 120 V ed una corrente continua di 30 A

In elettronica, il MOSFET di potenza è usato nelle applicazioni ad alti valori di tensione e corrente. Rispetto agli altri dispositivi di potenza a semiconduttore (IGBT, Tiristori,...) i suoi principali vantaggi sono l'elevata velocità di commutazione e la buona efficienza a basse tensioni; come l'IGBT possiede un gate isolato che lo rende semplice da pilotare.
Il MOSFET di potenza è stato introdotto alla fine degli anni '70 grazie all'evoluzione della tecnologia CMOS, e condivide lo stesso principio di funzionamento del tradizionale MOSFET. È usato principalmente come interruttore all'interno di alimentatori e convertitori di potenza.

## Struttura

Fig. 1: Sezione verticale di un VDMOS. In tale figura è mostrata una sola cella elementare. Si noti che una singola cella è molto piccola (larga da alcuni micrometri a poche decine di micrometri) e che un MOSFET di potenza è composto da varie centinaia di tali celle.

Quando all'inizio degli anni '80 furono introdotti i MOSFET di potenza, furono proposte e analizzate svariate strutture, molte delle quali furono abbandonate a favore della struttura VDMOS (MOS a Diffusione Verticale), anche chiamata "Double Diffused MOS" o semplicemente DMOS.
La sezione verticale di un VDMOS (vedi figura 1) mostra come l'elettrodo di source è posto al di sopra dell'elettrodo di drain. Di conseguenza, quando il transistor è nello stato ON, si ha una corrente principalmente verticale. Le regioni P (vedi figura 1) sono ottenute tramite un processo di diffusione (attualmente un processo di doppia diffusione per avere le regioni P e N+, da cui il nome Double Diffused).
A differenza dei MOSFET di segnale, i MOSFET di potenza hanno una struttura non planare ma verticale. In una struttura planare, la corrente e la tensione di breakdown sono entrambe funzioni della dimensione del canale (rispettivamente larghezza e lunghezza del canale) con il risultato di un uso poco efficiente del silicio. Con una struttura verticale, la massima Vds sopportabile dal MOSFET è funzione del drogaggio e dello spessore dello strato epitassiale N (vedi figura 1), mentre la massima corrente sopportabile è funzione della larghezza del canale. In tal modo, il MOSFET può sostenere sia elevate tensioni di blocco, sia elevate correnti all'interno di un compatto pezzo di silicio.
Si noti che esistono anche MOSFET di potenza con struttura laterale, utilizzati soprattutto negli amplificatori audio high-end. Il loro vantaggio è un miglior comportamento nella regione di saturazione (corrispondente alla regione lineare dei Transistor a giunzione bipolare) rispetto ai MOSFET verticali. I Mosfet Verticali sono progettati per applicazioni switching e quindi sono utilizzati solo negli stati ON o OFF.

### Resistenza di ON

Fig.2: Contributo delle differenti parti di un MOSFET alla resistenza di ON.

Quando il MOSFET di potenza è nello stato ON (vedi MOSFET per una discussione sugli stati operativi), esso presenta un comportamento resistivo tra i terminali di drain e source. Come si può vedere dalla figura 2, questa resistenza (Chiamata RDSon - Resistenza tra source e drain nello stato ON) è la somma di vari contributi elementari:
- RS è la resistenza di source. Essa rappresenta tutte le resistenze tra il terminale di source del package e il canale del MOSFET: resistenza dei Wire Bonds, della metallizzazione di source e delle regioni N+;
- Rch è la resistenza di canale. Essa è inversamente proporzionale alla larghezza del canale e, per una data dimensione del die, alla densità del canale. La resistenza del canale è uno dei maggiori contributi alla RDSon nei MOSFET a bassa tensione;
- Ra è la resistenza di "accesso". Essa rappresenta la resistenza della zona epitassiale direttamente al di sotto dell'elettrodo di gate, dove la direzione della corrente cambia da orizzontale (nel canale) a verticale (verso il contatto di drain);
- RJFET: le regioni P formano i gate di JFET parassiti che tendono a ridurre la larghezza del flusso di corrente;
- Rn è la resistenza dello strato epitassiale. Poiché il ruolo di questo strato è quello di sostenere la tensione di blocco, Rn è direttamente correlato al rating di tensione del dispositivo. Un MOSFET per alta tensione richiede uno strato spesso e poco drogato (i.e. altamente resistivo), mentre un transistor a bassa tensione richiede uno strato sottile ed un elevato livello di drogaggio (i.e. poco resistivo). Di conseguenza Rn è il principale fattore responsabile della RDSon nei MOSFET ad alta tensione.
- RD è l'equivalente di RS per il drain. Essa rappresenta la resistenza del substrato (la figura 1 non è in scala, lo strato N- in basso è il più spesso) e delle connessioni del package.

### Trade-off tra Tensione di Breakdown e Resistenza di ON

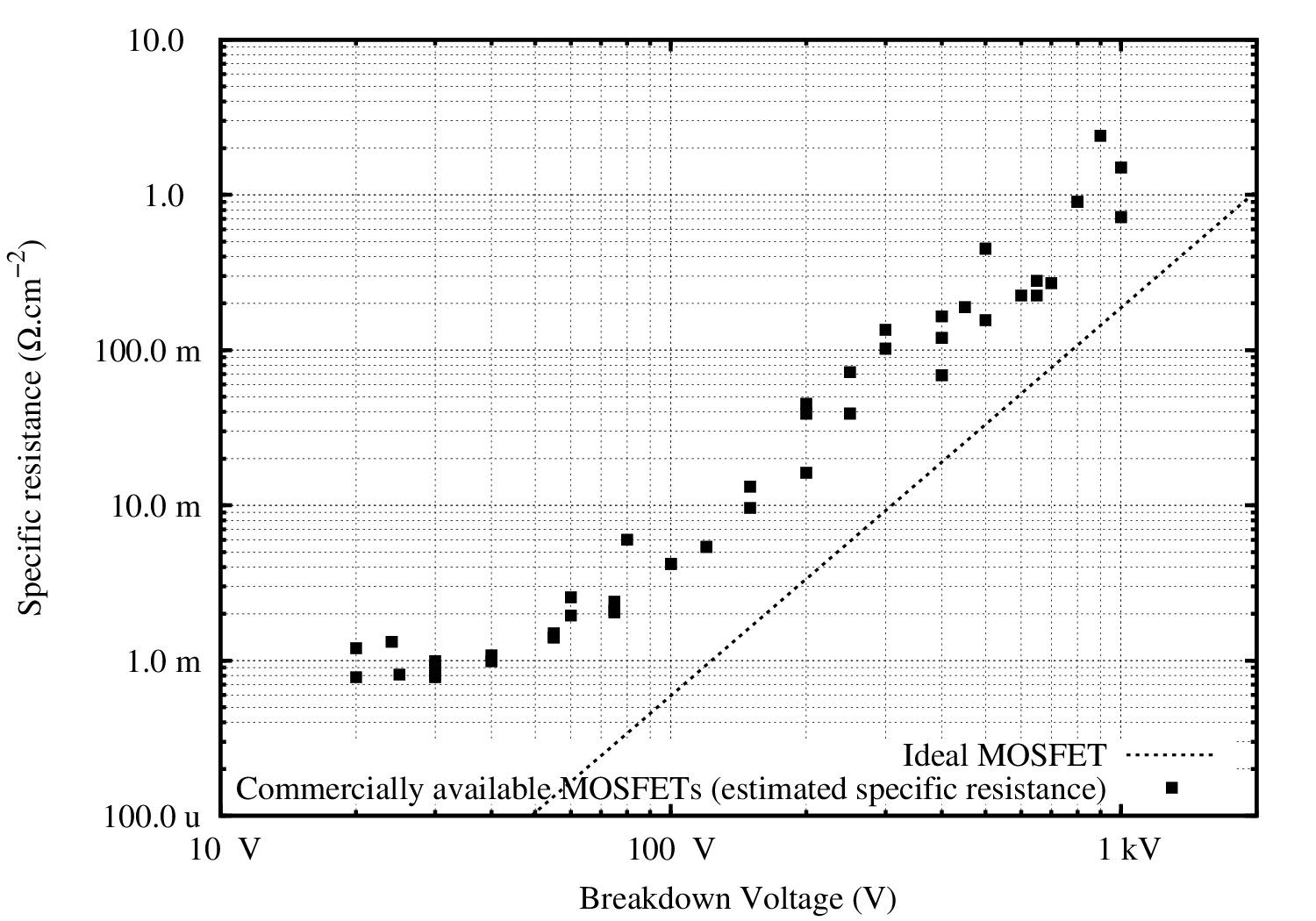
Fig. 3: La R_{DSon} dei MOSFET cresce con il loro rating di tensione.

Quando si trova nello stato OFF, il MOSFET di potenza equivale ad un diodo PIN (costituito da uno strato diffuso P+, lo strato epitassiale N- ed il substrato N+). Quando questa struttura fortemente asimmetrica è polarizzata inversamente, la regione di carica spaziale si estende principalmente nel lato meno drogato, cioè lo strato N-. Ciò significa che questo strato deve supportare la maggior parte della tensione drain-source del mosfet nello stato OFF.
Quando invece il MOSFET è nello stato ON, questo strato N-, essendo una regione leggermente drogata, presenta una resistenza intrinseca non trascurabile che contribuisce principalmente alla Resistenza Drain-Source nello stato ON del MOSFET (RDSon) (Questa è la Rn nella figura 2).
I due principali parametri che governano sia la tensione di breakdown che la RDSon del transistor sono il livello di drogaggio e lo spessore dello strato epitassiale N-. Più è spesso lo strato e minore è il livello di drogaggio e maggior sarà la tensione di breakdown. Viceversa, più è sottile lo strato e più è elevato il livello di drogaggio e più bassa sarà la resistenza di ON (e quindi minori saranno le perdite di conduzione del MOSFET). Vi è quindi un trade-off nella progettazione del MOSFET tra il suo rating di tensione e la sua resistenza di ON. Ciò è mostrato nel grafico di figura 3.

### Body diode
Come si può vedere in figura 1, la metallizzazione di source copre sia la regione N+ che la regione P, anche se il principio operativo del MOSFET richiede che il source sia connesso solo alla regione N+. Se fosse così, si avrebbe una regione P floating tra il source e il drain (drogati N), che equivale ad un transistor NPN con la base non connessa. Sotto certe condizioni (elevate correnti di drain, quando la tensione tra drain e source è di pochi volt nello stato ON), questo transistor NPN parassita risulta essere attivo e rende il MOSFET incontrollabile. Facendo in modo che la metallizzazione di source copra anche la regione P, si connettono base ed emettitore del transistor parassita, in modo da prevenire latching spuri.
Questa soluzione però crea un diodo tra il drain (catodo) e il source (anodo) del MOSFET, rendendolo in grado di bloccare la corrente solo in una direzione.

## Funzionamento in commutazione (switching)

Fig. 4: Posizione delle capacità intrinseche di un MOSFET di potenza.

A causa della sua natura unipolare, il MOSFET di potenza può commutare a velocità molto elevate. Infatti non bisogna rimuovere portatori minoritari come nei dispositivi bipolari.
L'unica limitazione intrinseca alla velocità di commutazione è dovuta alle capacità interne del MOSFET (vedi figura 4). Queste capacità devono essere caricate e scaricate quando il transistor commuta. Questo può essere un processo relativamente lento poiché la corrente che fluisce attraverso le capacità di gate è limitata dai circuiti di driver esterni. Questi circuiti determinano effettivamente la velocità di commutazione del transistor (assumendo che il circuito di potenza abbia induttanze sufficientemente basse).

### Capacità
Nei datasheet dei MOSFET, le capacità sono spesso chiamate Ciss (capacità di input, con i terminali di drain e source in corto circuito), Coss (capacità di output, con i terminali di gate e source in corto circuito), and Crss (reverse transfer capacitance). Le relazioni tra queste capacità e le altre (le capacità "reali") sono le seguenti:
{\displaystyle {\begin{matrix}C_{iss}&=&C_{GS}+C_{GD}\\C_{oss}&=&C_{GD}+C_{DS}\\C_{rss}&=&C_{GD}\end{matrix}}}
dove CGS, CGD and CDS sono rispettivamente le capacità tra gate e source, tra gate e drain, tra drain e source.

#### Capacità gate-source
La capacità CGS è costituita dal parallelo di CoxN+, CoxP e Coxm (vedi figura 4). Poiché le regioni N+ e P sono fortemente drogate, le prime due componenti possono essere considerate costanti. Coxm è la capacità tra la gate (polisilicio) e l'elettrodo di source (metallo), cosicché anche questa è costante. 
Perciò è pratica comune considerare CGS come una capacità costante, cosicché il suo valore non dipende dallo stato del transistor.

#### Capacità gate-drain
La capacità CGD può essere vista come la serie di due capacità elementari. La prima è la capacità dell'ossido (CoxD), costituita dall'elettrodo di gate, dal biossido di silicio e dallo strato epitassiale N. Essa ha un valore costante. La seconda capacità (CCDj) è dovuta all'allargamento della regione di carica spaziale quando il MOSFET è nello stato di OFF e dipende quindi dalla tensione tra gate e drain. Di conseguenza, il valore di CGD è:
{\displaystyle C_{GD}={\frac {C_{oxD}\times C_{GDj}\left(V_{GD}\right)}{C_{oxD}+C_{GDj}\left(V_{GD}\right)}}}
La larghezza della regione di carica spaziale è data da
{\displaystyle w_{GDj}={\sqrt {\frac {2\varepsilon _{Si}V_{GD}}{qN}}}}
dove {\displaystyle \varepsilon _{Si}} è la permittività del silicio, q è la carica dell'elettrone e N è il livello di drogaggio. Il valore di CGDj può essere approssimato usando l'espressione del condensatore a facce piane: 
{\displaystyle C_{GDj}=A_{GD}{\frac {\varepsilon _{Si}}{w_{GDj}}}}
dove AGD è l'area della sovrapposizione tra gate e drain. Quindi:
{\displaystyle C_{GDj}\left(V_{GD}\right)=A_{GD}{\sqrt {\frac {q\varepsilon _{Si}N}{2V_{GD}}}}}
Si può vedere che, come detto in precedenza, CGDj (e quindi CGD) è una capacità il cui valore dipende dalla tensione tra gate e drain. All'aumentare della tensione, la capacità diminuisce. Quando il MOSFET è nello stato ON, CGDj è cortocircuitata, cosicché la capacità gate-drain resta uguale a CoxD, ossia un valore costante.

#### Capacità drain-source
Siccome la metallizzazione di source si sovrappone al pozzo P (vedi figura 1), i terminali di drain e source sono separati da una giunzione P-N. Quindi la CDS è la capacità di giunzione. Questa è una capacità non lineare e il suo valore può essere calcolato usando la stessa equazione vista per CGDj.

### Altri elementi dinamici

Circuito equivalente di un MOSFET di potenza, comprensivo degli elementi dinamici (capacità, induttanze), delle resistenze parassite e del body diode.

#### Induttanze di Packaging
Per operare, il MOSFET deve essere connesso ad un circuito esterno, la maggior parte delle volte utilizzando wire bonds (benché siano state investigate tecniche alternative). Queste connessioni esibiscono una induttanza parassita, che non è caratteristica della tecnologia del MOSFET, ma ha importanti effetti a causa delle elevate velocità di commutazione. Le induttanze parassite tendono a mantenere la corrente costante e generano degli overshoot di tensione durante il turn off del transistor. Ciò causa un incremento delle perdite di commutazione.
Ad ogni terminale del MOSFET può essere associata un'induttanza parassita. Esse hanno effetti diversi:
- L'induttanza di gate ha poca influenza (supponendo che sia minore di qualche centinaio di nanohenries), poiché i gradienti di corrente sulla gate sono relativamente piccoli. In alcuni casi, comunque, l'induttanza di gate e la capacità di ingresso del transistor possono costituire un oscillatore. Ciò deve essere evitato poiché può causare elevate perdite di commutazione (fino a portare alla distruzione del dispositivo). Tipicamente le induttanze parassite sono mantenute abbastanza basse in modo da prevenire questo fenomeno;
- L'induttanza di drain tende a ridurre la tensione di drain quando il MOSFET si accende, in modo da ridurre le perdite al turn-on. Comunque, esso crea una sovratensione durante lo spegnimento, aumentando le perdite al turn-off;
- L'induttanza parassita di source ha lo stesso comportamento dell'induttanza di drain, più un effetto di feedback che rende la commutazione più lunga, così da aumentare le perdite di commutazione.
  - All'inizio di un fast turn-on (accensione), a causa dell'induttanza di source, la tensione al source (sul die) sarà in grado di salire di colpo così come la tensione di gate; la tensione VGS interna rimarrà quindi bassa per un tempo maggiore, ritardando il turn-on.
  - All'inizio di un fast turn-off (spegnimento), poiché la corrente che fluisce attraverso l'induttanza di source decresce di colpo, la tensione su di essa diventa negativa (rispetto al terminale di source all'esterno al package), facendo aumentare la VGS interna, mantenendo il MOSFET acceso, e ritardando così il turn-off.

## Limiti di funzionamento

### Rottura dell'ossido di gate
L'ossido di gate è molto sottile (100 nm o meno) e di conseguenza può sostenere una tensione limitata. Nei datasheet i costruttori spesso indicano una massima tensione applicabile tra gate e source, intorno ai 20 V: superare questo limite può portare alla distruzione del componente. Inoltre una elevata differenza di potenziale tra gate e source riduce significativamente il tempo di vita del MOSFET con scarsi o nulli effetti di riduzione della RDSon.

### Massima tensione tra drain e source
I MOSFET di potenza hanno una massima tensione applicabile tra drain e source, oltre la quale può avvenire una rottura a valanga. Il superamento di tale tensione di rottura causa la conduzione del MOSFET, con il possibile danneggiamento del componente o degli elementi che compongono il circuito a causa dell'eccessiva dissipazione di potenza.

### Massima corrente di drain
La corrente di drain deve tipicamente restare al di sotto di un determinato valore. Essa può raggiungere valori molto elevati per tempi molto brevi ("maximum pulsed drain current", a volte specificati per varie durate dell'impulso). La corrente di drain è limitata dal surriscaldamento dovuto alle perdite dei vari componenti del dispositivo (ad esempio le perdite per effetto joule dei collegamenti interni).

### Massima temperatura
La temperatura di giunzione (TJ) del MOSFET deve essere minore di un determinato valore massimo. Tale valore è tipico del dispositivo e determinato dal layout del die e dalla tipologia di package.
La massima temperatura di lavoro è determinata dalla potenza dissipata e dalla resistenza termica. La resistenza termica tra giunzione e case è una caratteristica intrinseca del dispositivo e del package; la resistenza termica tra case e ambiente è fortemente dipendente dal tipo di montaggio sulla board, dal flusso di aria (o di fluido refrigerante) e dall'area disponibile per la dissipazione.

### Safe operating area (SOA)
La "Safe Operating Area (SOA)" definisce il range combinato di corrente di drain e tensione tra drain e source che il MOSFET di potenza è in grado di sostenere senza danneggiarsi. È rappresentata graficamente come un'area nel piano definito da questi due parametri. Sia la corrente di drain che la tensione tra drain e source devono stare al di sotto dei loro rispettivi valori massimi e, inoltre, il loro prodotto deve essere minore della massima potenza dissipabile dal dispositivo. In tal modo il dispositivo non può operare sia alla massima corrente di drain che alla massima tensione tra drain e source.

## Latch-up (LU)
Il circuito equivalente di un MOSFET è formato da un MOSFET in parallelo con un BJT (Transistor a giunzione bipolare) parassita. Se si accende il BJT, esso non può più essere spento, poiché il gate non ha controllo su di esso. Questo fenomeno è noto come "latch-up" e può portare alla distruzione del dispositivo. Il BJT può accendersi a causa di una caduta di tensione a ridosso della regione di tipo P che forma il body. Per evitare il latch-up, il body ed il source sono tipicamente cortocircuitati all'interno del package stesso del dispositivo.

## Tecnologia

### Layout

#### Struttura Cellulare

Tale MOSFET di potenza presenta una gate a rete, con celle quadrate.

Il layout della gate di questo MOSFET è costituito da strisce.

La corrente che un MOSFET può condurre è determinata dalla larghezza del canale di gate. La larghezza del canale di gate è la terza dimensione (asse Z) della sezione verticale mostrata.
Al fine di minimizzare il costo e le dimensioni del dispositivo, è preferibile realizzare transistor con una area del die più piccola possibile. Bisogna però aumentare la larghezza del canale (i.e. aumentare la densità del canale). Ciò viene principalmente fatto realizzando strutture cellulari ripetute sopra l'intera area del die del MOSFET. Per tali celle sono state proposte varie forme, di cui la più famosa è quella esagonale (Hexfet).
Un altro modo per aumentare la densità del canale è quello di ridurre la dimensione delle strutture elementari. In tal modo, su una data superficie, si possono realizzare molte celle e ottenere quindi una maggiore larghezza del canale. Tuttavia, minore è la dimensione della celle, più diventa difficile assicurare un adeguato contatto su ciascuna cella. Per superare tale problema viene spesso utilizzata una struttura a strisce, la quale però è meno efficiente, in termini di densità del canale, di una struttura a celle avente la stessa risoluzione.

### Strutture

#### MOSFET di potenza con substrato di tipo P
Un MOSFET con substrato di tipo P (spesso chiamato PMOS) è un MOSFET con drogaggi opposti rispetto a quelli mostrati in precedenza (N al posto di P e P al posto di N nella sezione verticale di figura 1). 
Questo MOSFET viene realizzato utilizzando un substrato di tipo P con uno strato epitassiale di tipo P-. Poiché il canale si forma all'interno di una regione N, questo transistor viene acceso da una tensione tra gate e source negativa. Questo lo rende preferibile (rispetto al MOSFET con substrato di tipo N) in un convertitore buck, dove uno dei terminali dello switch è connesso al valore alto della tensione di ingresso: con un MOSFET a canale N, questa configurazione richiede l'applicazione alla gate di una tensione pari a {\displaystyle V_{in}+V_{GS}}, mentre con un mosfet a canale P non è richiesta una tensione superiore a {\displaystyle V_{in}}.
Il maggiore svantaggio che si ha con tale tipologia di MOSFET è legato alle scarse prestazioni nello stato ON: il MOSFET a canale P utilizza come portatori di carica le lacune, le quali hanno una mobilità molto inferiore rispetto a quella degli elettroni. Poiché la resistività è direttamente porporzionale alla mobilità, un dato PMOS avrà una {\displaystyle R_{DSon}} tre volte maggiore in un NMOS delle stesse dimensioni.

#### VMOS

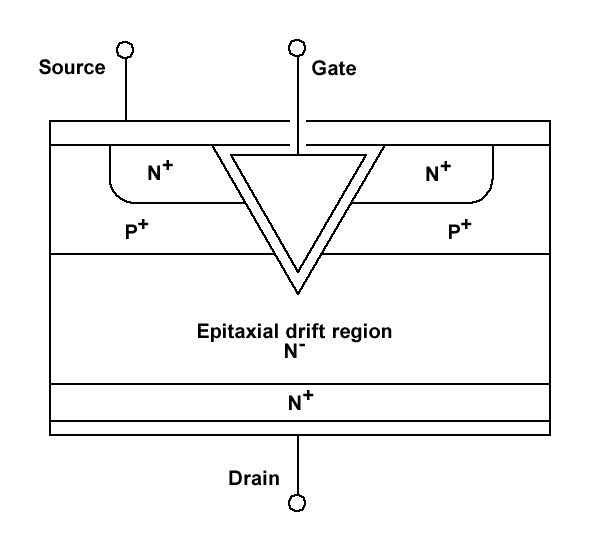
La struttura VMOS presenta una scanalatura a V nella regione di gate

Questa struttura presenta una scanalatura a V nella regione di gate e fu utilizzata per i primi dispositivi commerciali.

#### UMOS (anche chiamato Trench-MOS)

La struttura UMOS presenta una gate a trincea (trench). In tal modo si aumenta la densità del canale rendendo lo stesso verticale.

In tale tipologia di Mosfet di potenza, l'elettrodo di gate è sepolto in una trincea realizzata tramite etching nel silicio. In tal modo si ottiene un canale verticale. 
L'aspetto più interessante di tale struttura è l'assenza dell'effetto JFET. Il nome di tale dispositivo deriva dalla forma ad U della trincea.

#### CoolMOS
In particolare per tensioni superiori ai 500 V, alcuni produttori, in particolare Infineon Technologies, hanno iniziato ad utilizzare un principio a compensazione di carica. In tal modo la resistenza dello strato epitassiale, che è il maggior contributo alla resistenza di ON nei MOSFET ad alta tensione, può essere ridotta di un fattore maggiore di 5.